# Aguna
Aguna (hebrejsky עגונה‎, plurál עגונות‎ - agunot, doslova „ukotvená nebo připoutaná“) je v judaismu výraz pro ženu, jejíž manžel nemůže nebo nechce poskytnout souhlas či součinnost při rozvodu, tj. při sepsání a předání rozvodového listu zvaného get. V podobné situaci se ocitá i vdova, která má povinnost levirátu a jejíž švagr ji z této povinnosti nemůže či nechce vyvázat provedením obřadu chalica.
K tomu může dojít, když manžel (popř. švagr) součinnost svévolně odmítá, ale rovněž v situacích, kdy je nepříčetný, nesvéprávný nebo nezvěstný (ve válce, po atentátu apod.)
Obtížnost této situace spočívá v tom, že nevydá-li manžel rozvodový list, nemůže se žena znovu vdát (za muže židovského vyznání) a jakýkoli intimní vztah s Židem by byl považován za cizoložství a případné potomstvo narozené z tohoto svazku by bylo považováno za mamzery.